# 王一鳴 (萬曆進士)
王一鳴（1563年—1596年），字伯固，號石廪，湖廣黃州府黃岡縣人，軍籍，明朝政治人物。同進士出身。

## 生平
萬曆十年（1582年）壬午科湖廣鄉試八名，萬曆十四年（1586年）丙戌科會試十七名，登三甲第七十四名。都察院观政，任直隸太湖縣知縣。十八年听調，二十一年補临漳县知县，二十四年卒。

## 家族
曾祖王廷儒，舉人出身，曾任南京都察院都事；祖父王同京，國子生；父王追美，辛酉舉人。母汪氏。永感下。兄一中（廪生）、一奇。弟一治（生员）、一文、一寧。